# Larry Miller
Lawrence James „Larry” Miller (ur. 4 kwietnia 1946 w Allentown, zm. 11 maja 2025 w Bethlehem) – amerykański koszykarz, występujący na pozycji rzucającego obrońcy.
18 marca 1972 ustanowił rekord ABA, zdobywając 67 punktów podczas zwycięskiego (139-125) spotkania Memphis Pros.

## Osiągnięcia
Na podstawie, o ile nie zaznaczono inaczej.
NCAA
- Wicemistrz NCAA (1968)
- Uczestnik rozgrywek NCAA Final Four (1967, 1968)
- Mistrz:
  - turnieju konferencji Atlantic Coast (ACC – 1967, 1968)
  - sezonu zasadniczego ACC (1967, 1968)
- Zawodnik roku ACC (1967, 1968)[4]
- MVP turnieju ACC (1967, 1968)[5]
- Sportowiec Roku ACC (1968)
- Zaliczony do:
  - I składu:
    - All-American (1968)
    - All-ACC (1967, 1968)
    - turnieju NCAA (1969)[6]

  - II składu All-American (1967)
  - składu 50. najlepszych koszykarzy w historii konferencji ACC (2002)[7]

ABA
- Wicemistrz ABA (1970)
- Zaliczony do I składu debiutantów ABA (1969)[8]